# Frans I av Lothringen
Frans I, född 23 augusti 1517 och död 12 juni 1545, var för en kort period hertig av Lothringen från 1544 till 1545.

## Biografi
Frans I av Lothringen var son till Anton av Lothringen och Renée av Bourbon-Montpensier. 
Han var under en kort period på 1520-talet förlovad med Anna av Kleve, fjärde hustru till Henrik VIII av England.
Frans I gifte sig 1541 med Kristina av Oldenburg, prinsessa av Danmark, dotter till kung Kristian II av Danmark, Norge och Sverige och Elisabet av Österrike, en annan prinsessa som varit påtänkt som hustru åt Henrik VIII.
Frans och Kristina fick tre barn:
- Karl (1543–1608), efterträdde sin far som hertig. Gifte sig med Claude av Valois och fick barn.
- Renata (1544–1602), gifte sig med Vilhelm V av Bayern och fick barn.
- Dorotea (1545–1621), gifte sig 1575 med Erik II av Braunschweig-Lüneburg och fick inga barn.